# Серця в Атлантиді (фільм)
«Серця в Атлантиді» (англ. Hearts in Atlantis) — американський драматичний трилер 2001 року режисера Скотта Гікса, знятий по повісті Стівена Кінга «Карлики в жовтих плащах», одна з п'яти повістей, що входять в книгу «Серця в Атлантиді».

## Сюжет
Роберт Гарфілд, немолодий чоловік, який отримує поштою бейсбольну рукавичку, яку колись заповідав йому його друг дитинства Джон Салліван. Це означає, що Джон помер. Роберт їде на похорони в містечко свого дитинства в штаті Коннектикут. Після похорону він дізнається, що і його подруга тих років — Керол Гербер, теж померла. Роберт йде в будинок, де він жив у дитинстві. В даний час будинок покинутий. Роберт згадує події, які відбулися, коли йому виповнилося 11 років.
Боббі в той час жив з матір'ю — самотньою і егоїстичною вдовою Ліз Гарфілд. На день народження мати дарує Боббі читацький квиток в бібліотеку, хоча хлопчик мріяв про велосипед. Мати пояснює це браком коштів, хоча на своєму вбранні вона особливо не економить. Одного разу мати бере квартиранта — літнього чоловіка Теда Бротігена. Поки мати займається роботою і налагодженням відносин зі своїм босом, Тед стає другом Боббі, навіть обіцяє йому невелику фінансову підтримку за дивну на перший погляд роботу — Боббі повинен читати Теду газету, а заодно дивитися, чи не з'явилися на вулицях містечка дивні люди в жовтих плащах. Однак у матері Боббі ця дружба захоплення не викликає.
У Боббі раптом з'являються дивні здатності — на ярмарку він раптом починає відгадувати всі карти у шахрая, так що останній просто проганяє його.
Боббі випадково дізнається, що Тед — ясновидець. Дивні люди, що полюють за ним, це кан-тої — «нижчі люди», які намагаються використовувати його здібності, щоб зруйнувати світ.
Боббі, Керол і Джон часто мають конфлікти з місцевими міськими хуліганами, проте одного разу Тед втручається в цю ситуацію і вимагає від їхнього ватажка залишити хлопців у спокої, інакше обіцяє розповісти всім його інтимні секрети. Ватажок на час відстає від Боббі і його друзів, проте дізнавшись, що Тед повинен виїхати, б'є Керол, травмуючи її. Коли Тед вправляє їй вивихнуте плече на місце, приходить мати Боббі і помилково вирішує, що Тед — педофіл. Тед намагається їй пояснити, що він нічого не збирався робити аморального, при цьому говорить про те, що на уїк-енді Ліз піддалася сексуальному насильству з боку її боса, однак це тільки сильніше злить мати Боббі. Вона вимагає, щоб Тед негайно покинув її будинок.
Ліз також бачить оголошення, що Бротігена розшукують і за допомогу в його затриманні обіцяють винагороду. Вона не роздумуючи повідомляє про свого колишнього квартиранта. В результаті агенти хапають Теда. Боббі обурений, але нічого не може зробити, а мати тим часом знаходить роботу в Бостоні і їде з міста. Як компенсацію вона все ж купує Боббі жаданий велосипед.
Перед від'їздом Боббі обіцяє писати Керол, проте цього не відбувається. В результаті після повернення в рідне місто Роберт зустрічає тільки дорослу дочку Керол.

## У ролях
- Ентоні Гопкінс — Тед Бротіген
- Антон Єльчін — Боббі Гарфілд
- Гоуп Девіс — Елізабет Гарфілд
- Міка Бурем — Керол Гербер
- Девід Морс — дорослий Боббі Гарфілд
- Алан Тудік — шахрай із «трьома картами[en]»
- Том Бауер — Лен Файлс
- Селія Вестон — Єлана Файлс
- Адам ЛеФевр — Дон Бідерман
- Вілл Ротгаар — Джон Салліван

## Нагороди і номінації
- 2002 — премія Young Artist Awards за кращу роль у художньому фільмі (Антон Єльчін)
- 2002 — премія Camerimage за кращого оператора
- 2002 — премія Heartland Film Festival
- 2002 — 3 номінації на премію Young Artist Awards: найкраща сімейна драма, кращий молодий актор другого плану (Вілл Ротгаар), найкраща молода актриса другого плану (Міка Бурем)

## Саундтрек
- «The Twist» — Chubby Checker
- «Carol» — Chuck Berry
- «Sleep Walk» — Santo & Johnny
- «Never Really Went Away» — The Platters
- «Only You» — The Platters
- «Summer Vacation» — Mychael Danna
- «Sh-Boom» — The Crew Cuts
- Theme from «A Summer Place» — Percy Faith & His Orchestra
- «Twilight Time» — The Platters
- «The Hill» — Mychael Danna
- «Smoke Gets In Your Eyes» — The Platters
- «Molly» — Mychael Danna

## Відмінності від книги
- Оригінальна повість пов'язана з циклом «Темна Вежа», і істоти, які полюють за Бротігеном — агенти Червоного Короля. У фільмі ж це спеціальні агенти ФБР.